# Brigitte Pogonat
Pour les articles homonymes, voir Pogonat.
Brigitte Pogonat (née le 21 juillet 1980) est une actrice québécoise.

## Biographie
Brigitte Pogonat est née le 21 juillet 1980, d'un père roumain et d'une mère québécoise.  Elle est la sœur de Catherine Pogonat.  Elle a étudié au Conservatoire d'art dramatique de Montréal (2004). Elle a travaillé comme comédienne au théâtre et cinéma.   
On a pu la voir entre autres au cinéma dans La Peur de l'eau de Gabriel Pelletier, Le Baiser du barbu d'Yves Pelletier, 2 fois une femme de François Delisle et dans le rôle-titre du film Autrui de Micheline Lanctôt.  
Au théâtre elle a joué, entre autres, dans Amadeus de Peter Schaffer, mise en scène d'Alexandre Marine, au Segal Theater, rôle de Constanze; dans le Compte de Monte-Cristo, d'Alexandre Dumas, mise en scène de Robert Bellefeuille, rôle de Valentine, au Théâtre Denis-Pelletier; dans Les exilés de la lumière, de Lise Vaillancourt, mise en scène de Geoffrey Gaquère, dans le rôle de l'Utopie, à l'Espace Libre, etc.   
Brigitte a, de plus, eu plusieurs contrats avec Jean-Marc Vallée pour des séries publicitaires tant en France (Allianz, Dans la tête de Claude avec Charlotte Rampling, rôle de l'Optimiste), qu'au Québec. 
Elle porte aujourd'hui son propre projet à bout de bras "Retrouver Sa Voie" où elle enseigne, partage via sa chaîne Youtube et est l'auteure d'un livre prochainement à venir.

## Filmographie
- 2007 : Les Acteurs amoureux de Jean-Guillaume Bastien
- 2008 : Passages (court métrage) de Karl Lemieux : Marie
- 2009 : Les Signes vitaux de Sophie Deraspe : Isabelle
- 2010 : Le Baiser du barbu de Yves P. Pelletier : Maude
- 2010 : Deux fois une femme de François Delisle : conductrice
- 2010 : C'est comme ça que ça finit (court métrage) de Éléonore Létourneau
- 2012 : La Peur de l'eau de Gabriel Pelletier : Geneviève Savoie
- 2013 : Le Météore de François Delisle : la victime
- 2015 : Autrui de Micheline Lanctôt : Lucie